# Энгерт, Эдуард фон
Эдуард фон Энгерт (нем. Eduard Ritter von Engerth; 13 мая 1818, Плесс, Силезия — 28 июля 1897, Земмеринг) — австрийский художник. Брат инженера Вильгельма фон Энгерта.

## Биография
Эдуард фон Энгерт учился в Венской академии художеств у Леопольда Купельвизера и Йозефа фон Фюриха.
В 1847—1853 годах путешествовал по Франции, Италии, Англии и Ближнему Востоку; в Риме Энгерт испытал влияние группы назарейцев и написал одну из наиболее известных своих картин «Пленение семейства короля Манфреда Сицилийского после битвы при Беневьенто» (нем. Die Verhaftung der Familie des Königs Manfred nach der Schlacht von Benevent; 1853).

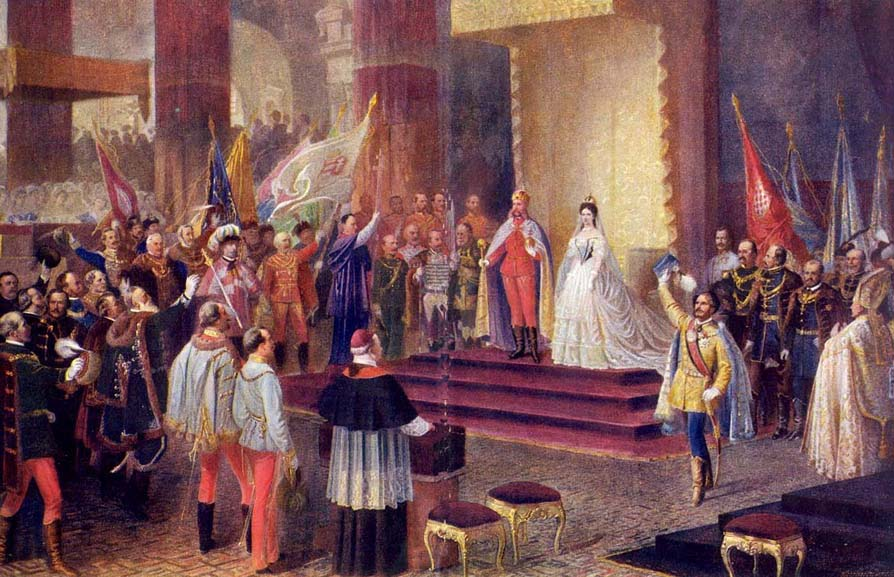
«Коронация Франца Иосифа королём Венгрии 8 июня 1867 года»

С 1854 года директор Пражской академии художеств, занимался преимущественно портретной живописью, одновременно работал над фресками Альтлерхенфельдской церкви в Вене по собственным рисункам и по эскизам фон Фюриха.
С 1865 года профессор Венской академии художеств (в 1874—1876 годах возглавлял её); в том же году окончил свою вторую капитальную картину «Победа принца Евгения при Зенте» (нем. Sieg des Prinzen Eugen bei Zenta). В 1868 году Энгерт написал в новом здании Венской придворной оперы ряд фресок на сюжеты из «Свадьбы Фигаро» (в императорском фойе) и из «Орфея и Эвридики» (на лестнице, ведущей в это фойе); тем же годом датировано монументальное полотно «Коронация Франца Иосифа королём Венгрии 8 июня 1867 года» (нем. Krönung Kaiser Franz Josephs zum König von Ungarn am 8. Juni 1867).
В 1871—1892 годах директор императорской картинной галереи во дворце Бельведер (в 1891 году перенесённой в Музей истории искусств), выпустил её трёхтомный каталог (1882—1886).
Среди учеников фон Энгерта — Габриэль фон Макс, Франц фон Байрос, Людвиг Миннигероде, Эдуард Шарлемон и другие.